# Carneddau Hengwm

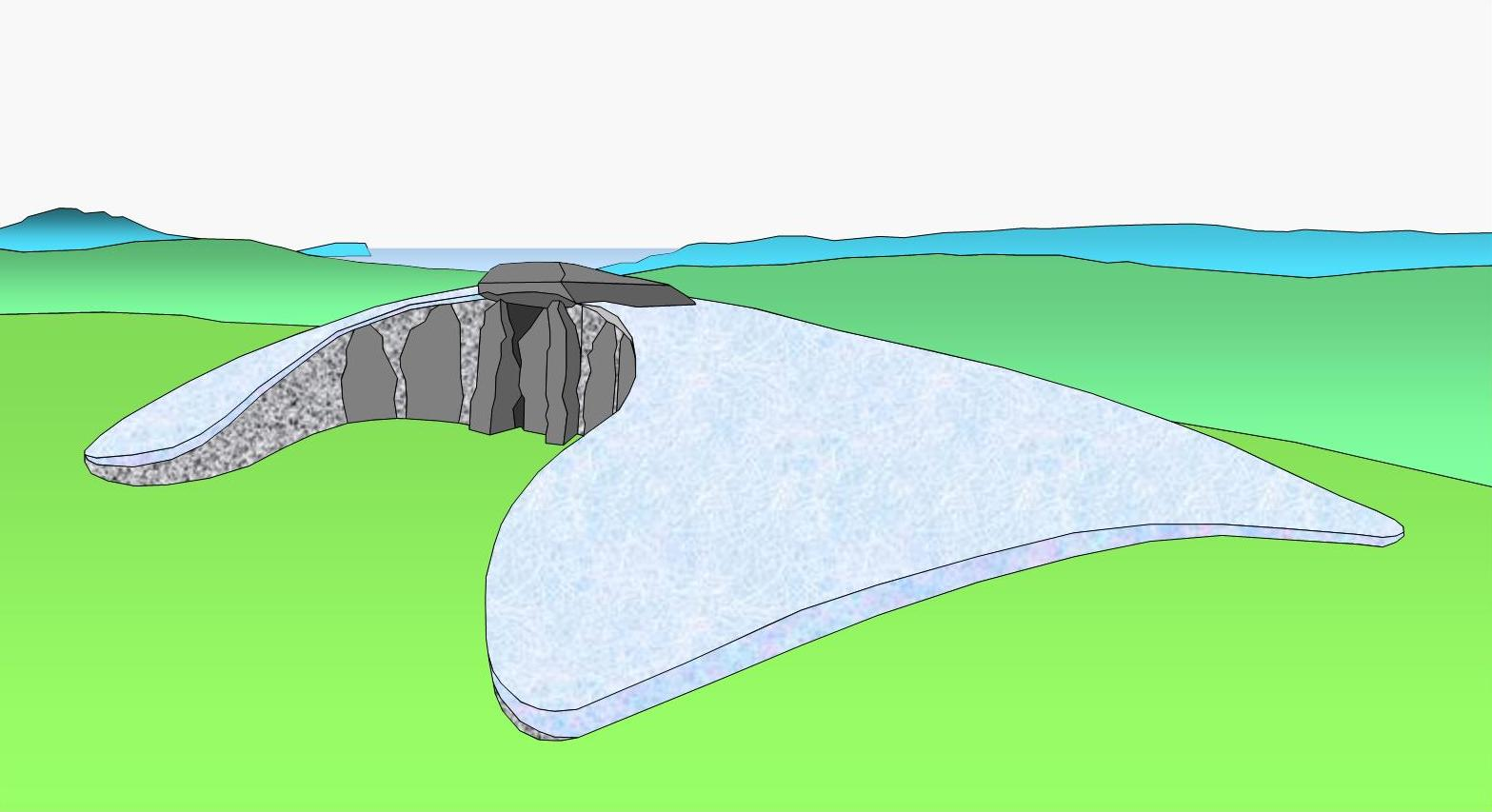
Schema Cotswold Severn Tomb – Die Fassade besteht oft aus Trockenmauerwerk

Carneddau Hengwm (auch Carnedd Hengwm North und Carnedd Hengwm South genannt) sind Megalithanlagen in den Hügeln oberhalb der Merioneth-Küste nahe dem Fluss Ceunant Egryn, nordöstlich von Barmouth-Llanaber in Gwynedd in Wales. Die beiden langen Cairns sind schwer beschädigt.

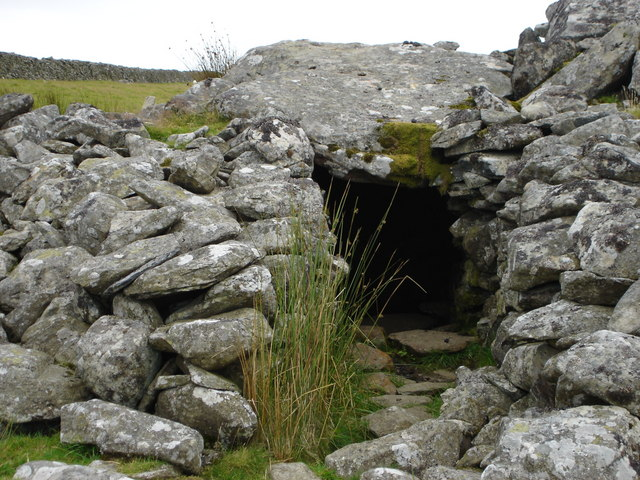
Cotswold Severn Tomb

Der nördliche ist ein Cotswold Severn Tomb. Sein Steinhügel ist kleiner und weitgehend zerstört. Er hat zwei Kammern und einen großen Stein am westlichen Ende.

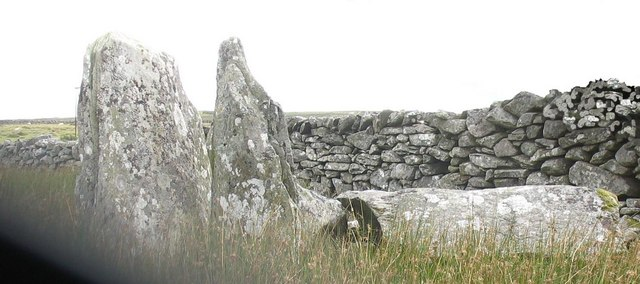
Das Portal Tomb

Der Südcairn ist größer und besser erhalten. In der Mitte liegt ein zusammengebrochenes Portal  Tomb mit einer Trockenmauer, die von Norden her führt. Im Südcairn liegen zwei Decksteine, unter denen ein Stein liegt, der vermutlich der Endstein der Kammer ist.
Der Dolmen wurde, bevor er zusammenbrach, Ende des 18. Jahrhunderts von einem Antiquar namens Pennant beschrieben.
In der Nähe liegen der Hengwm Ring Cairn, die Siedlung Mynydd Egryn, das Hillfort Pen-y-Dinas und der Rest der Steinkreise von Ffridd Newydd.